# Козінцова Любов Михайлівна
Любов Михайлівна Козінцова (у шлюбі — Еренбург, спочатку — Любов Мойсеївна Козинцова; 13 (26) грудня 1899, Київ — 6 червня 1970, Москва) — радянський живописець і графік. Сестра кінорежисера Григорія Козінцева.

## Біографія
Народилася в сім'ї терапевта і педіатра Мойсея Ісааковича Козінцова (1859—1930), після переїзду до Києва в 1913 році  у комерційній клініці «Квісісана» на Великій Житомирській вулиці, 19, і в безкоштовній амбулаторії філантропів Бабушкіних на Тверській, 7. Мойсей Козінцов із дружиною та двома дітьми переїхав до Києва з Новозибкова Чернігівської губернії, де служив окружним санітарним лікарем, а також лікарем Новозибківської жіночої гімназії. В 1896 році окремим виданням була опублікована його дисертація «Сірноспічкове виробництво за санітарними нормами» (санітарно-статистичне дослідження сірчано-сірникових фабрик Новозибківського повіту Чернігівської губернії, Стародуб: Друкарня А. І. Козинцова, 1896). Лікар медицини Мойсей Козинцов займався також просвітницькою та краєзнавчою публіцистикою, зокрема був автором книг «Алкоголізм та громадська боротьба з ним» (з приводу відкриття піклування про тверезість, Стародуб: Друкарня А. І. Козинцова, 1896) та «Князь Микола Дмитрович Долгоруков» (матеріали до біографії, Стародуб: Друкарня А. І. Козинцова, 1903). Ряд медичних праць Мойсея Козинцова з лікування алкоголізму, клініки сифілітичних артропатій та інших питань клінічної медицини було опубліковано в російських та німецьких медичних журналах.
Мати, Ганна Григорівна Лур'є, походила з київської рабинської сім'ї та доводилася сестрою відомому ленінградському гінекологу Розі Григорівні Лур'є і дерматовенерологові Олександру Григоровичу Лур'є (1868—1954), професорові та завідувачу кафедрою кожновенерічних хвороб Київського інституту удосконалення лікарів. Батьки одружилися 17 вересня 1898 року.
Дитячі роки Любов Козінцова провела у Новозибкові, потім навчалася у гімназії у Києві. Сім'я проживала у будинку № 22, кв. 2 по Маріїнсько-Благовіщенській вулиці (згодом вулиця Саксаганського). У 1918—1919 роках навчалася у приватній школі-студії Олександри Екстер на вулиці Гімназійній, 1 у Києві.
У серпні 1919 року одружилася зі своїм двоюрідним дядьком, поетом (а в майбутньому і письменником) Іллею Еренбургом, який був у цей час квартирантом її дядька — дерматовенеролога Олександра Лур'є. З грудня 1919 по вересень 1920 року жила з чоловіком у Коктебелі у Максиміліана Волошина. У 1920—1921 роках навчалася у Роберта Фалька та Олександра Родченка на Вищих державних художньо-технічних майстернях (ВХУТЕМАС) у Москві.
У 1921—1924 роках проживала з чоловіком у Берліні, де взяла участь у 1-й Російській художній виставці у галереї «Van Diemen» (1922), у виставці в галереї «Der Sturm» (1922), у лівому крилі об'єднаної виставки Союзу художників та Спілки німецьких архітекторів (1923); співпрацювала у російському конструктивістському часописі «Річ», який видавав Ель Лисицький. Виставляла конструктивістську графіку в Ганновері (1923), Празі (1923), Брно (1923), Антверпені (1923).
1924 року — переїхали до Парижа, де виставлялася в Осінньому салоні (1926) і салоні Незалежних (1926, 1929), а також у групових виставках російських художників в кафе La Rotonde (1925) і в галереї Zak (1930, 1936). У 1927 році провела виставку гуашів у галереї Леопольда Зборовського, у 1929 році — виставку в галереї «Der Sturm» у Берліні, у 1935 році брала участь у виставці радянських художників у клубі Торгпредства СРСР у Парижі, у 1936 році — в оформленні вечора часопис у «Наш Союз», організованого Спілкою повернення на батьківщину. Ілюструвала книги свого чоловіка («13 трубок», 1923; «Бурхливе життя Лазика Ройтшванець», 1928 та інші), співпрацювала з журналом «Вогник».
У 1940 році, покинувши окупований Париж, повернулася з чоловіком до СРСР, проживала в Москві, де працювала редактором на кіностудії «Мосфільм». У виставках більше не брала участі. Близько 90 мистецьких робіт Любові Козінцової було передано в дар Державному музею образотворчого мистецтва імені О. С. Пушкіна вдовою Григорія Козинцева Валентиною Георгіївною Козінцевою.
Похована на Новодівичому цвинтарі в Москві, ділянка № 7.
Племінник — антрополог, доктор історичних наук Олександр Григорович Козінцев.

## Галерея
- Lubov Kosinzowa «Zigeuner» (1930) [Архівовано 3 Грудня 2013 у Wayback Machine.]